# Zehntneria mystica
Zehntneria mystica är en insektsart som beskrevs av Brunner von Wattenwyl 1907. Zehntneria mystica ingår i släktet Zehntneria och familjen Diapheromeridae. Inga underarter finns listade i Catalogue of Life.